# Fletcher FU-24 Utility
Le Fletcher Fu-24 Utility est un appareil de travail agricole conçu aux États-Unis pour répondre à une demande néo-zélandaise dans les années 1950. Il connaît encore aujourd'hui un certain succès et des dérivés sont toujours en production.

## Un avion agricole pour la Nouvelle-Zélande
À la fin des années 1940 l’aviation agricole néo-zélandaise était à la recherche d’un avion capable de remplacer le de Havilland Tiger Moth généralement employé pour pulvériser des fertilisants au moyen d’une trémie chargée de 200 kg de phosphate installée à la place du siège avant. Le de Havilland Canada DHC-2 Beaver semblait intéressant mais une commande massive de l’armée américaine rendit l’acquisition de cet avion impossible.
C’est avec la perspective de ce marché que John W Thorp dessina le Thorp T-15. Ce projet fit l'objet de certaines modifications E J Sargent, puis un prototype fut construit par Fletcher Aviation sous la dénomination Fletcher FU-24. Concurrent des Auster B.8 Agricola et Percival E.P. 9 Prospector (en), cet appareil avait une ligne similaire au Fletcher FD-25 Defender mais des dimensions sensiblement plus importantes. La structure était modulaire, ce qui facilitait les réparations, les éléments devenant interchangeables, et l’appareil présentait une certaine polyvalence : équipé de façon standard de deux sièges, il pouvait embarquer 5 à 6 passagers ou du fret léger en démontant la trémie. Le prototype [N6505C, c/n 1] prit l’air le 14 juin 1954 avec un moteur de 225 ch et dès septembre 1954, remonté à Hamilton par Cable-Price Corp, le représentant local de Fletcher, il débutait ses essais en Nouvelle-Zélande. On parlait déjà d’une commande de 70 exemplaires et la production fut lancée en fin d’année par Fletcher Aviation.
Le prototype se trouvant déjà en Nouvelle-Zélande, c’est avec le septième exemplaire [N6506C, c/n 7] que furent réalisés les essais de certification, certification (4A12) obtenue le 22 juillet 1955. À cette date on comptait déjà 14 Fletcher FU-24 sur le registre néo-zélandais, prêts à entrer en service. L’appareil utilisé pour la certification ne devait être expédié en Nouvelle-Zélande que beaucoup plus tard. Il fut en effet utilisé par Fletcher Aviation pour étudier l’adaptation de moteurs plus puissants sur la cellule d’origine : 250, 260 et enfin 310 ch.

## Construit aux États-Unis puis en Nouvelle-Zélande
Les 11 premiers Fletcher FU-24 (c/n 1 à 11) furent entièrement construits en Californie et expédiés démontés en Nouvelle-Zélande, les 94 suivants (c/n 12 à 105) expédiés chez Cable-Price en kit et assemblés à Hamilton. Le dernier exemplaire fut assemblé en 1965. Mis à part le premier exemplaire, les 70 premières machines furent équipées d’un Continental IO-470D de 260 ch, quelques exemplaires recevant une double commande (Fletcher FU24A). Un moteur Continental de 285 ch équipait les appareils suivants désignés FU-25 Mk II. En 1962 Cable-Price Corp devint Air Parts (New Zealand) et en 1964 la production du FU-24 cessa aux États-Unis.
Quand Fletcher Aviation, devenu en 1960 AJ Industries, Flair Aviation division, prit en 1964 la décision d’arrêter la fabrication du Fletcher FU-24, cet avion, baptisé tout simplement Fletcher en Nouvelle-Zélande, était devenu un outil indispensable de l’agriculture locale. 27 avaient été détruits sur accident, mais le taux d’accident est toujours relativement élevé dans ce type d’activité. Air Parts (NZ) acheta donc la licence de production et poursuivit la fabrication du FU-24 avec un moteur Continental IO-520-F de 300 ch.

## Évolutions techniques
En 1967 la trémie originale de 822 litres fut remplacée par un réservoir en fibre de verre de 1 130 litres. Ce n’était pas suffisant pour les utilisateurs australiens du FU-24, qui demandaient plus de puissance à leur monture. En septembre 1969 Col Pay fit voler un FU-24-A4 équipé d’un moteur Continental IO-520-F de 400 ch. À partir de la cellule no 155, assemblé en avril 1970, tous les appareils produits à Hamilton furent équipés d’un IO-520-F, avec la désignation FU24-950. La plupart des appareils plus anciens ont été remotorisés avec le même moteur sous la désignation FU-24-950M. Fin 1972 Air Parts (NZ) et Aero Engine Services Ltd (AESL) fusionnèrent pour former New Zealand Aero Industries Ltd (NZAI), qui poursuivit la production à Hamilton. En 1978 le Fletcher fit l’objet d’une modernisation et les cellules c/n 258 à 297 répondent au standard FU-24-954 : moteur Lycoming IO-720-A1A, nettoyage aérodynamique, nouveau cockpit, trémie portée à 1 210 litres, modification du fuselage arrière et des ailerons. La production s’acheva en 1980, une vingtaine d’avions étant stockés en kit. 6 seront assemblés en 1989 pour la Thaïlande, 5 en 1992 pour la Syrie et 2 passeront sur le registre néo-zélandais. 
En juillet 1982 NZAI déposa le bilan. Le Fletcher étant vital pour l’agriculture néo-zélandaise, l’entreprise fut rachetée par Agricultural Holdings. En association avec divers investisseurs dont Lockheed, le nouveau propriétaire transforma NZAI en Pacific Aerospace Corp (PAC).

## Production
Outre les 297 appareils officiellement assemblés par Fletcher Aviation et plusieurs entreprises néo-zélandaises, 12 avions au moins furent reconstruits en Nouvelle-Zélande à partir d’appareils accidentés entre 1962 et 1973, ce qui porte le nombre total de Fletcher FU-24 construits à 309.

## Un avion toujours populaire
En 2006 il y avait encore une centaine de FU-24 en état de vol en Nouvelle-Zélande, ou l’avion reste populaire avec une charge utile de 1 052 kg et une motorisation variée. Mais cet avion a été aussi utilisé dans d’autres pays : Australie, Bangladesh, Canada, Émirats arabes unis, Îles Salomon, Inde, Irak, Malaisie, Pakistan, Samoa, Soudan, Syrie, Thaïlande, Turquie, Uruguay, Venezuela. Quelques appareils produits en Nouvelle-Zélande ont même été exportés aux États-Unis.

## Turbopropulsé
Comme la plupart des autres avions agricoles, le Fletcher FU-24 est un appareil sujet à remotorisation avec une turbine à hélice, et ce malgré son âge.
En 1967 Air Parts (NZ)  réalisa un prototype FU-1060 [ZK-CTZ c/n 1001] en modifiant une cellule datant de 1967 (c/n 120) avec une Pratt & Whitney Canada PT6A de 500 ch. Parallèlement le prototype FU-1160 [ZK-BHQ c/n 2001] fut construit en utilisant des éléments de deux appareils accidentés et une turbine Garrett AiResearch TPE331 de 665 ch. Ce dernier donnait probablement de meilleurs résultats, il fut suivi fin 1967 du FU1284 [ZK-CYY c/n 2002] avec le même turbopropulseur.
Fin 1999 un FU-24-950 [ZK-DUJ c/n 196] reçut temporairement une turbine Walter M601D pour essais comparatifs, mais le successeur turbopropulsée du Fletcher est le Pacific Aerospace Cresco.

## Sources
Kiwimages.com, Airliners.net et dave.wise.btinternet.co.uk